# Bahnstrecke Fors–Gruvgården
| Bahnhof Dala Finnhyttan |                      |                                                    |                                                    |
| Bahnstrecke Gruvgården-Fors Järnväg |                      |                                                    |                                                    |
| Streckenlänge: | 17,2 km              |                                                    |                                                    |
| Spurweite: | 1435 mm (Normalspur) |                                                    |                                                    |
| Streckengeschwindigkeit: | 40 km/h              |                                                    |                                                    |
| |                      |                                                    |                                                    |
| \| \| \| Godsstråket genom Bergslagen von Storvik \| \| \| \| 0,0 \| Fors \| 73 m ö.h. \| \| \| \| Godsstråket genom Bergslagen nach Avesta Krylbo \| \| \| \| 6,5 \| Åsgarn \| 81 m ö.h. \| \| \| 10,4 0,0 \| Garpenberg \| 134 m ö.h. \| \| \| 1,8 \| Herrgården \| 153 m ö.h. \| \| \| \| von Smältarmossens gruva (1,6 km, 1963 abgerissen) \| \| \| \| 5,3 \| Dala Finnhyttan \| 161 m ö.h. \| \| \| 6,4 \| Gruvgården (ab 1942) \| 156 m ö.h. \| \| \| 6,9 \| Gruvgården (bis 1942) \| 156 m ö.h. \| \| \| 7,3 \| Gleisende \| Gleisende \| \| \| \| \| \| \| Anmerkung: Der Bahnhof Garpenberg befand sich beim Weiler Brattfors, etwa 6 km vom heutigen Ortszentrum entfernt. \| \| \| \| \| Quellen: [1][2][3] \| \| \| \| |                      |                                                    |                                                    |
| Strecke |                      | Godsstråket genom Bergslagen von Storvik           | Godsstråket genom Bergslagen von Storvik           |
| Bahnhof | 0,0                  | Fors                                               | 73 m ö.h.                                          |
| Abzweig ehemals geradeaus und nach links |                      | Godsstråket genom Bergslagen nach Avesta Krylbo    | Godsstråket genom Bergslagen nach Avesta Krylbo    |
| Haltepunkt / Haltestelle (Strecke außer Betrieb) | 6,5                  | Åsgarn                                             | 81 m ö.h.                                          |
| Bahnhof (Strecke außer Betrieb) | 10,4 0,0             | Garpenberg                                         | 134 m ö.h.                                         |
| Haltepunkt / Haltestelle (Strecke außer Betrieb) | 1,8                  | Herrgården                                         | 153 m ö.h.                                         |
| Abzweig geradeaus und von rechts (Strecke außer Betrieb) |                      | von Smältarmossens gruva (1,6 km, 1963 abgerissen) | von Smältarmossens gruva (1,6 km, 1963 abgerissen) |
| Bahnhof (Strecke außer Betrieb) | 5,3                  | Dala Finnhyttan                                    | 161 m ö.h.                                         |
| Dienststation / Betriebs- oder Güterbahnhof (Strecke außer Betrieb) | 6,4                  | Gruvgården (ab 1942)                               | 156 m ö.h.                                         |
| Bahnhof (Strecke außer Betrieb) | 6,9                  | Gruvgården (bis 1942)                              | 156 m ö.h.                                         |
| | 7,3                  | Gleisende                                          | Gleisende                                          |
| |                      |                                                    |                                                    |
| Anmerkung: Der Bahnhof Garpenberg befand sich beim Weiler Brattfors, etwa 6 km vom heutigen Ortszentrum entfernt. |                      |                                                    |                                                    |
| Quellen: |                      |                                                    |                                                    |

Die Bahnstrecke Fors–Gruvgården war eine 17 km lange Eisenbahnstrecke in Schweden. Sie verband zuerst Fors in der Gemeinde Avesta und Garpenberg in der Gemeinde Hedemora und wurde nach Gruvgården verlängert.

## Erzgrube Garpenberg
Die Entstehung und Geschichte der Eisenbahn sind eng mit der Erzgrube und dem Hüttenbetrieb Garpenberg verbunden. Wichtige Einnahmen kamen von den Erztransporten aus den Bergwerken der Umgebung, aber auch Holz wurde transportiert. Der Personenverkehr spielte fast keine Rolle.
Garpenberg in der Gemeinde Hedemora ist eines der modernsten Bergwerke der Welt. Es ist Schwedens ältestes Bergbaugebiet, das noch in Betrieb ist. Hier wird Erz abgebaut, das Zink, Blei, Silber, Kupfer und Gold enthält.

## Garpenberg-Fors järnvägs AB
1903 beantragte Garpenberg AB eine Konzession für eine Bahnstrecke von Fors nach Garpenberg, um Erz abzutransportieren. Die Konzession für die Strecke wurde am 29. April 1904 an die neu gegründete Garpenberg-Fors Järnvägsaktiebolag (GFJ) übertragen, die nach einer Erweiterung am 18. November 1911 ihren Namen in Gruvgården-Fors järnvägs AB änderte. Bereits im Sommer 1903 wurde die Strecke vermessen und im Sommer 1904 begannen die Bauarbeiten. An der zehn Kilometer langen Strecke arbeiteten teilweise bis zu 350 Mann.
Am 9. Februar 1905 wurde der erste Streckenabschnitt für den Güterverkehr zwischen Fors und Garpenberg eröffnet, und am 1. August desselben Jahres wurde die Bahn auch für den Personenverkehr mit der maximal zulässigen Geschwindigkeit von 40 km/h eröffnet. Am 10. August 1907 wurde eine Konzession zur Verlängerung der Strecke nach Gruvgården erteilt. Väg- och Vattenbyggnadsstyrelsen genehmigte die Betriebsaufnahme am 16. Mai 1908, am 18. Mai wurde der Abschnitt für den Güter- und am 1. Oktober für den Personenverkehr eröffnet.
Ende 1920 beliefen sich die gebuchten Bau- und Lagerkosten auf 674.099 Kronen, davon für Strecke mit Wohngebäuden 445.000 Kronen und für Fahrzeuge 225.000 Kronen. Das Grundkapital betrug zum gleichen Zeitpunkt 300.000 Kronen.
Die Verwaltung der Gesellschaft saß bis 1918 in Fors, danach in Dala Finnhyttan (dem heutigen Zentrum von Garpenberg), bis 1957 Boliden AB die Grube und die Bahn übernahm.

## Geschichte

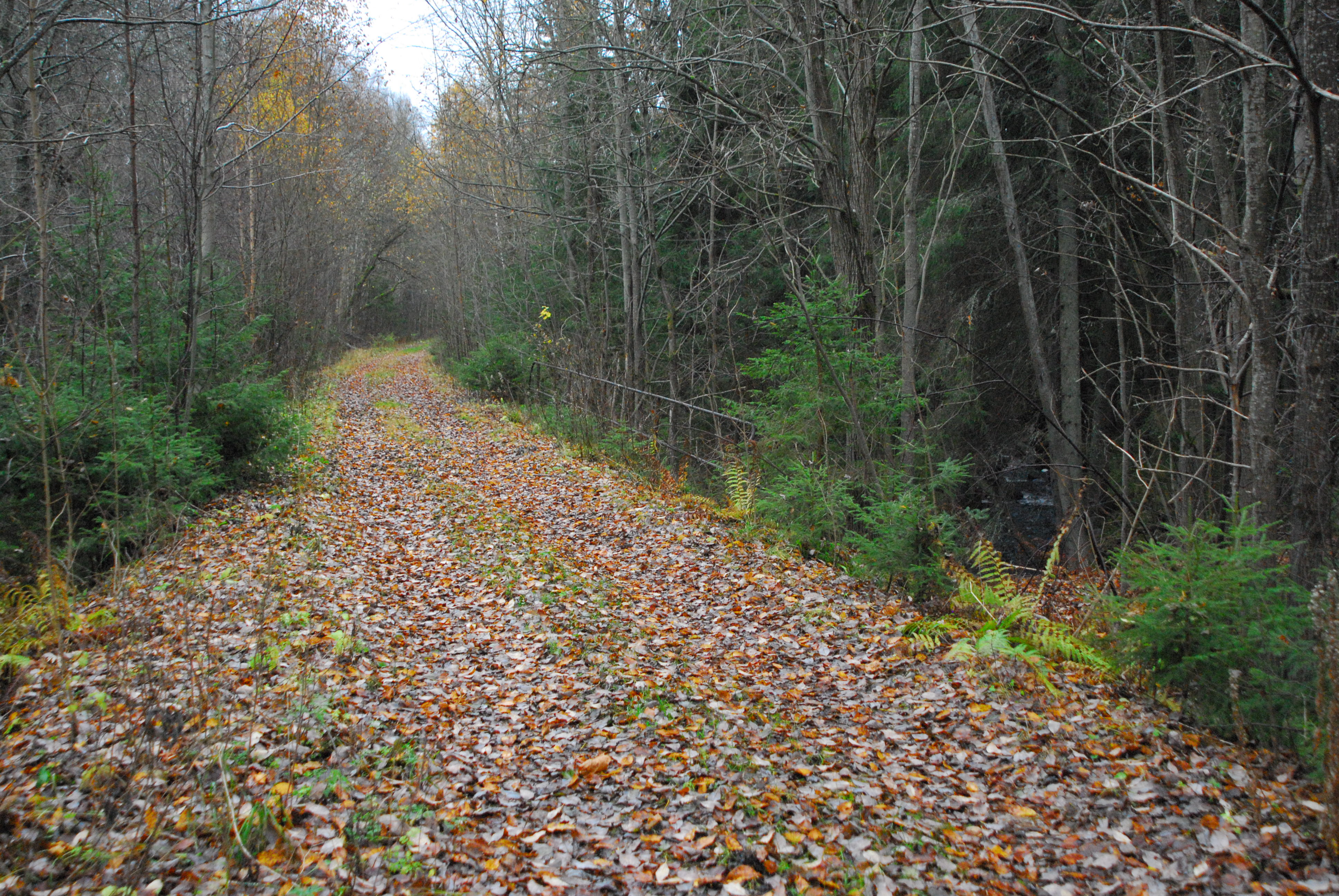
Ehemalige Bahnstrecke in der Gemeinde Hedemora

Der erste Abschnitt von zehn Kilometern verlief zwischen dem Bahnhof Fors an der damaligen Norra stambana (der heutigen Godsstråket genom Bergslagen) und dem Bahnhof Garpenberg am Hüttenbetrieb Garpenberg. Entlang der Straße lag die Haltestelle Åsgarn. Die ursprünglichen Schienen hatten ein Metergewicht von 24,7 kg. Nach und nach wurden neue Schienen verlegt, die die vollbeladenen dreiachsigen Erzwagen von SJ und TGOJ aufnehmen konnten.
1908 wurde ein zweiter Abschnitt von sieben Kilometern zum Bahnhof von Gruvgården bei der Erzgrube Garpenberg in Betrieb genommen. Der Bahnhof lag direkt am Gruvsjön. Eine Seilbahn verband den Bahnhof mit der Grube Ryllshyttan, eine andere mit der Grube von Intrånget. An diesem Teilstück lagen die Haltestelle Herrgården und der Bahnhof Dala Finnhyttan. 1915 wurde die Smältarmossgruvan angeschlossen. Dieser Anschluss wurde bis 1960 genutzt.
Nach 1920 ging der Personenverkehr aufgrund der starken Konkurrenz durch den Busverkehr stetig zurück. Ab dem 7. September 1923 wurde der Personenverkehr stark reduziert und am 22. Januar 1932 die Einstellung des Personenverkehrs zum 1. März 1932 genehmigt. Am 6. August 1942 wurde die Mine von Garpenberg von einem Erdrutsch getroffen, bei dem das Bahnhofsgebäude von Gruvgården fast verschüttet wurde. Danach wurde der Bahnhof um 500 Meter in Richtung Fors verlegt und das Bahnhofsgebäude am Gruvgården geschlossen. Im Güterbahnhof Gruvgården betrug die Gleislänge 3,5 Kilometer.
Der allgemeine Güterverkehr wurde am 10. Juni 1955 eingestellt, die Konzession entzogen und die Strecke in ein Industriegleis umgewandelt. Der Erzverkehr entwickelte sich besser, war aber konjunkturell Jahr für Jahr schwankend. 1960 wurde beschlossen, das Erz aus Smältarmossen mit Lastwagen bis nach Fagersta zu fahren. Vorherige Überlegungen, die Strecke zu modernisieren und sie als Industriegleis an SJ zu übertragen, stellte sich als zu teuer heraus. Es folgte der Beschluss, die Strecke stillzulegen und das Erz mit LKW von Gruvgården nach Fors zu transportieren. Die Stilllegung der Strecke erfolgte am 30. Dezember 1966.

## Betrieb
1904 wurde eine neue Tenderlokomotive von Nydqvist och Holm AB in Trollhättan mit der Achsfolge C und die 1865 gebaute gebrauchte Schlepptenderlokomotive Finnveden (SJ Fb 68) von Statens Järnvägar mit der Achsfolge C T2 gekauft. Da es keine Drehscheibe gab, musste die Schlepptenderlokomotive immer mit dem Schornstein voraus nach Gruvgården fahren.